# Family (LeAnn Rimes)
Family is het twaalfde studioalbum van LeAnn Rimes. Het album bevat producties van Dann Huff, Tony Brown en Reba McEntire. Ook bevat het album duetten met Bon Jovi, Reba McEntire en Marc Broussard. Het album werd op 9 oktober 2007 in de Verenigde Staten uitgebracht en op 15 oktober 2007 in Australië. Het is het eerste studioalbum sinds Whatever We Wanna uit 2006.

## Tracklist
1. "Family" (LeAnn Rimes, Dean Sheremet, Blair Daly) - 3:55
2. "Nothin' Better to Do" (LeAnn Rimes, Dean Sheremet, Darrell Brown) - 4:26
3. "Fight" (LeAnn Rimes) - 3:28
4. "Good Friend And A Glass Of Wine" (LeAnn Rimes, Darrell Brown, Blair Daly) - 3:34
5. "Something I Can Feel" (LeAnn Rimes, Darrell Brown, Blair Daly) - 3:43
6. "I Want You With Me" (LeAnn Rimes, Dean Sheremet, Blair Daly) - 3:34
7. "Doesn't Everybody" (LeAnn Rimes) - 3:53
8. "Nothing Wrong" (Duet met Marc Broussard) (LeAnn Rimes, Marc Broussard, Blair Daly) - 4:23
9. "Pretty Things" (LeAnn Rimes, Dean Sheremet, Darrell Brown) - 3:46
10. "Upper Hand" (LeAnn Rimes) - 3:52
11. "One Day Too Long" (LeAnn Rimes, Dean Sheremet, Darrell Brown) - 3:39
12. "What I Cannot Change" (LeAnn Rimes, Darrell Brown) - 5:24
13. "Till We Ain't Strangers Anymore" (duet met Bon Jovi, bonusnummer) - 4:50
14. "When You Love Someone Like That" (duet met Reba McEntire, bonusnummer) - 4:40